# Relais 4 × 400 mètres masculin aux Jeux olympiques d'été de 1928
Pour un article plus général, voir Athlétisme aux Jeux olympiques d'été de 1928.
Navigation
Paris 1924 Los Angeles 1932
L'épreuve du relais 4 × 400 mètres masculin aux Jeux olympiques de 1928 s'est déroulée les 4 et 5 août 1928 au Stade olympique d'Amsterdam, aux Pays-Bas.  Elle est remportée par l'équipe des États-Unis (George Baird, Emerson Spencer, Frederick Alderman et Ray Barbuti ).

## Résultats

### Finale
| Rang               | Athlète         | Pays                                                               | Temps        | Notes |
| ------------------ | --------------- | ------------------------------------------------------------------ | ------------ | ----- |
| Médaille d'or      | États-Unis      | George Baird Emerson Spencer Frederick Alderman Ray Barbuti        | 3 min 14 s 2 | =WR   |
| Médaille d'argent  | Allemagne       | Otto Neumann Harry Storz Richard Krebs Hermann Engelhard           | 3 min 14 s 8 |       |
| Médaille de bronze | Canada          | Alex Wilson Phil Edwards Stanley Glover James Ball                 | 3 min 15 s 4 |       |
| 4                  | Suède           | Björn Kugelberg Bertil von Wachenfeldt Erik Byléhn Sten Pettersson | 3 min 15 s 8 |       |
| 5                  | Grande-Bretagne | Roger Leigh-Wood William Craner John Rinkel Douglas Lowe           | 3 min 16 s 4 |       |
| 6                  | France          | Georges Krotoff Joseph Jackson Georges Dupont René Féger           | 3 min 19 s 4 |       |